# Chlorophytum brevipedunculatum
Espèce
Chlorophytum brevipedunculatum est une espèce de plantes de la famille des Liliaceae et du genre Chlorophytum. Elle est endémique du Cameroun.